# Andrey Batt
Andrey Batt, născut Andrei Sergheievici Batîciko (în rusă Андрей Сергеевич Батычко; n. 6 august 1985, Tallin, RSS Estonă, URSS), este un actor, rapper, compozitor și producător.

## Muzică
Single-uri
- 2013 – "Lyubov Nad Oblakami"
- 2014 – "Letniy" (ft. Dasha Melnikova) [2][3]
- 2015 – "Letniy" (RIA Project Saxophone Dance Remix)
- 2017 – "Moy Gorod" [4][5]

Videoclip muzical
- 2014 – "Letniy" (ft. Dasha Melnikova) [6]

## Filmografie
| An           | Titlu                                     | Revistă          | Rol                | Note                                             |
| ------------ | ----------------------------------------- | ---------------- | ------------------ | ------------------------------------------------ |
| 2022         | Hero                                      | Rusia            |                    | A anunțat. Producător de film, actor, compozitor |
| 2016–prezent | Artist's Adventure                        | Rusia            | Se                 | Documentare. Producător, directorul, compozitor  |
| 2013         | Fighting Spirit                           | Japonia / S.U.A. | Alexander          | Film independent                                 |
| 2010–2018    | The Walking Dead                          | S.U.A.           | Prietenul lui Rick |                                                  |
| 2011–2014    | The Killing                               | Canada / S.U.A.  | Hijacker           |                                                  |
| 2011         | Father's Day                              | S.U.A.           |                    | Film scurt. Actor, compozitor                    |
| 2010–2015    | Justified                                 | S.U.A.           | Un polițist        |                                                  |
| 2010         | The Capital of Sin (Success by All Means) | Ucraina / Rusia  | Barmanul           |                                                  |
| 2010         | Dirty Work                                | Rusia            | Victor             | TV Serial                                        |
| 2010         | You Ordered Murder                        | Rusia            |                    | TV Serial                                        |
| 2009         | City of Temptation                        | Rusia / Ucraina  | Kostia             |                                                  |
| 2008–2011    | Wedding Ring                              | Rusia            |                    | TV Serial (TeleROMAN)                            |